# Горяной, Степан Артёмович
Степан Артемович Горений (Горяний) (1900, город Николаев, теперь Николаевской области — расстрелян 25 октября 1937) — украинский советский деятель, 1-й секретарь Могилев-Подольского окружкома КП(б)У Винницкой области; председатель Винницкого облисполкома. Кандидат в члены ЦК КП(б)У в июне — августе 1937 г. Член ЦК КП(б)У в августе — сентябре 1937 г.

## Биография
Член РКП(б) с 1919 года.
До 1937 года — 1-й секретарь Ямпольского районного комитета КП(б)У Винницкой области.
В 1937 году — председатель исполнительного комитета Винницкого областного совета.
В 1937 — сентябре 1937 года — 1-й секретарь Могилев-Подольского окружного комитета КП(б)У Винницкой области.
26 сентября 1937 года арестован органами НКВД. 24 октября 1937 года приговорен к высшей мере наказания, расстрелян. Посмертно реабилитирован 24 октября 1957 года.

## Награды
- орден Трудового Красного Знамени (1.08.1936)